# Ojinaga
Ojinaga es una ciudad de México, en el estado de Chihuahua, situada a orillas del río Bravo en la frontera con el estado de Texas en los Estados Unidos, frente a la ciudad de Presidio. Recibe su nombre en honor de Manuel Ojinaga, militar liberal que combatió la intervención francesa, fue gobernador de Chihuahua y fue asesinado por los imperialistas. Es cabecera del municipio del mismo nombre.

## Historia
Situada en la confluencia del Río Conchos con el Río Bravo, la historia de la ciudad de Ojinaga es muy antigua. Se remonta a la expedición de Álvar Núñez Cabeza de Vaca, quien tras su naufragio en Florida y buscando el camino de regreso a la Ciudad de México, arribó a la confluencia de ambos ríos, lugar por el que internó al actual estado de Chihuahua y continuó su viaje rumbo a Paquimé y luego al estado de Sonora.
Misioneros franciscanos provenientes de las misiones de Julimes y Chihuahua comenzaron a visitar la zona a mediados del siglo XVII y fueron declarados formalmente posesión de España el 13 de junio de 1684. La situación de los terrenos, en medio del desierto y a merced de los ataques de los indios hizo difícil la población permanente, hasta que finalmente el 2 de junio de 1715 Juan Antonio Trasviña y Retes fundó la población con el nombre de San Francisco de la Junta de los Ríos siendo acompañado por una cómitiva que instaló a dos franciscanos en la nueva población. Le seguían Fray José de Arranegui, enviado de los franciscanos para instalar a los misioneros, Fray Andrés Ramírez responsable de la misión de Julimes y los dos misioneros que se establecieron: Fray Gregorio Osorio y Fray Juan Francisco García.
Sin embargo los constantes ataques por parte de grupos indígenas, principalmente apaches, llevaron al establecimiento de un presidio, que era una guarnición militar española que por aquellos años se estableció en numerosos asentamientos del norte de México y recibió el nombre de Presidio del Norte (de esta denominación proviene la actual de su ciudad vecina en el lado estadounidense, Presidio). En 1865, un decreto emitido en Chihuahua por el presidente Benito Juárez, le dio el carácter de Villa y el nombre de Ojinaga, en honor al general Manuel Ojinaga, entonces recientemente asesinado.
En 1872 el coronel Manuel Maya sitió a las fuerzas porfiristas del General Manuel Márquez sublevado por el Plan de Noria . En 1876, el coronel Fermín Fierro derrotó en la villa, al Coronel Susano Cruz y a su fuerza tuxtepeca.
En la Villa de Ojinaga tuvo lugar la derrota del último ejército federal en el estado de Chihuahua por las tropas de Francisco Villa en la Revolución mexicana, los restos del ejército y muchos destacados políticos y propietarios porfiristas terminaron huyendo hacia "Estados Unidos".
El 1 de diciembre de 1948, la legislatura local otorgó a Ojinaga el título de Ciudad.

## Actualidad
Actualmente, Ojinaga es la segunda ciudad fronteriza en importancia del estado de Chihuahua, después de Ciudad Juárez, en ella se encuentra asentada industria maquiladora. Está comunicada con el resto del estado y el país a través de una autopista de cuota y otra libre, además del Ferrocarril Chihuahua al Pacífico.
El recorrido por carretera hasta la ciudad de Chihuahua, capital del estado de Chihuahua, es de aproximadamente 2:30 horas. 
Teniendo como paisajes grandes extensiones del desierto chihuahuense donde también están asentados algunos campos menonitas.

## Personas destacadas
- Luz María Aguilar - Actriz.
- Conjunto Primavera - Grupo musical.
- Polo Urías - Cantante.

## Clima
El clima en Ojinaga es extremoso por ser desértico, las temperaturas récord van desde los 52 °C en 1999,  hasta los -18 °C en 2011[cita requerida]. El régimen de lluvias es poco y se registran en promedio entre 200 y 300 mm anuales. La última nevada en Ojinaga fue el 5 de febrero de 2020.
| Parámetros climáticos promedio de Ojinaga                       | Parámetros climáticos promedio de Ojinaga | Parámetros climáticos promedio de Ojinaga | Parámetros climáticos promedio de Ojinaga | Parámetros climáticos promedio de Ojinaga | Parámetros climáticos promedio de Ojinaga | Parámetros climáticos promedio de Ojinaga | Parámetros climáticos promedio de Ojinaga | Parámetros climáticos promedio de Ojinaga | Parámetros climáticos promedio de Ojinaga | Parámetros climáticos promedio de Ojinaga | Parámetros climáticos promedio de Ojinaga | Parámetros climáticos promedio de Ojinaga | Parámetros climáticos promedio de Ojinaga |
| Mes                                                             | Ene.                                      | Feb.                                      | Mar.                                      | Abr.                                      | May.                                      | Jun.                                      | Jul.                                      | Ago.                                      | Sep.                                      | Oct.                                      | Nov.                                      | Dic.                                      | Anual                                     |
| --------------------------------------------------------------- | ----------------------------------------- | ----------------------------------------- | ----------------------------------------- | ----------------------------------------- | ----------------------------------------- | ----------------------------------------- | ----------------------------------------- | ----------------------------------------- | ----------------------------------------- | ----------------------------------------- | ----------------------------------------- | ----------------------------------------- | ----------------------------------------- |
| Temp. máx. abs. (°C)                                            | 31.0                                      | 33.0                                      | 38.0                                      | 39.0                                      | 46.0                                      | 47.6                                      | 47.0                                      | 47.5                                      | 46.0                                      | 41.0                                      | 36.0                                      | 31.0                                      | 47.6                                      |
| Temp. máx. media (°C)                                           | 19.0                                      | 22.2                                      | 26.6                                      | 32.0                                      | 35.9                                      | 39.2                                      | 38.7                                      | 37.6                                      | 34.7                                      | 30.1                                      | 23.9                                      | 19.6                                      | 30.0                                      |
| Temp. media (°C)                                                | 10.6                                      | 13.5                                      | 17.4                                      | 22.7                                      | 27.2                                      | 31.3                                      | 31.4                                      | 30.5                                      | 27.9                                      | 22.4                                      | 15.6                                      | 11.4                                      | 21.8                                      |
| Temp. mín. media (°C)                                           | 2.3                                       | 4.7                                       | 8.3                                       | 13.5                                      | 18.4                                      | 23.3                                      | 24.2                                      | 23.4                                      | 21.1                                      | 14.6                                      | 7.3                                       | 3.2                                       | 13.7                                      |
| Temp. mín. abs. (°C)                                            | -12.0                                     | -6.0                                      | -3.0                                      | 1.0                                       | 8.0                                       | 13.0                                      | 16.0                                      | 11.0                                      | 4.0                                       | 1.0                                       | -5.0                                      | -9.0                                      | -12.0                                     |
| Precipitación total (mm)                                        | 11.2                                      | 6.8                                       | 5.2                                       | 8.6                                       | 16.5                                      | 36.4                                      | 45.8                                      | 44.8                                      | 47.9                                      | 25.8                                      | 11.4                                      | 9.9                                       | 270.3                                     |
| Días de precipitaciones (≥ 1 mm)                                | 1.6                                       | 1.3                                       | 0.8                                       | 1.1                                       | 2.1                                       | 3.2                                       | 4.0                                       | 4.6                                       | 3.8                                       | 2.7                                       | 1.3                                       | 1.5                                       | 28.0                                      |
| Fuente: Servicio Meteorológico Nacional 16 de diciembre de 2022 |                                           |                                           |                                           |                                           |                                           |                                           |                                           |                                           |                                           |                                           |                                           |                                           |                                           |

## Medios de comunicación

### Canales de televisión local
| Estación  | TDT | Subcanal               | Grupo televisivo |
| --------- | --- | ---------------------- | ---------------- |
| XHHR-TDT  | 16  | 1.1 HD - Azteca 13     | TV Azteca        |
| XHOCH-TDT | 15  | 2.1 HD - Las Estrellas | Televisa         |
| XHHR-TDT  | 16  | 7.1 SD - Azteca 7      | TV Azteca        |

### Estaciones de radio
| Frecuencia kHz | Estación | Nombre          | Subcanal Estándar digital IBOC | Grupo radiofónico / Dependencia |
| -------------- | -------- | --------------- | ------------------------------ | ------------------------------- |
| 97.7           | XHARE-FM | La Ke Buena     | ND                             | Sistema Radio Lobo / Radiópolis |
| 100.1          | XHRCH-FM | Estéreo Romance | ND                             | Grupo BM Radio                  |
| 100.9          | XHONG-FM | La Poderosa     | ND                             | Grupo BM Radio                  |
| 101.7          | XHOG-FM  | La Primera      | ND                             | Grupo BM Radio                  |
| 102.5          | XHHIH-FM | La Ley          | ND                             | Sistema Radio Lobo              |

## Presidentes municipales
| Presidente                      | Periodo   | Partido |
| ------------------------------- | --------- | ------- |
| Pascuál Valdés                  | 1950-1951 |         |
| Panteleón Baeza                 | 1951-1952 |         |
| Ramón Tarín Tarín               | 1953-1956 |         |
| Jesús Rohana                    | 1956-1959 |         |
| Luis Enrique Vidal              | 1959-1962 |         |
| Diógenes Bustamante             | 1962-1965 |         |
| Enrique Montemayor              | 1965-1968 |         |
| Antonio Franco                  | 1968-1971 |         |
| Guillermo Galindo               | 1971-1974 |         |
| Ernesto Poblano Fernández       | 1974-1976 |         |
| Manuel Tercero Proaño           | 1976-1977 |         |
| Artemio Gallegos                | 1977-1980 |         |
| Juan Daniel Acosta              | 1980-1983 |         |
| José Leyva Aguilar              | 1983-1985 |         |
| Armando González B.             | 1985-1986 |         |
| Armando Valenzuela Colomo       | 1986-1989 |         |
| José de Jesús Rodríguez Benítez | 1989-1992 |         |
| José Isaac Uribe Alanis         | 1992-1995 |         |
| Manuel Tercero Proaño           | 1995-1998 |         |
| Víctor Sotelo Mata              | 1998-2001 |         |
| Antonio Sánchez Morales         | 2001-2004 |         |
| Jorge Jesús Montoya Luján       | 2004-2007 |         |
| César Carrasco Baeza            | 2007-2010 |         |
| Juan Carlos Valdivia Carnero    | 2010-2013 |         |
| Miguel Antonio Carreón Rohana   | 2013-2016 |         |
| Martín Sánchez Valles           | 2016-2018 |         |
| Martín Sánchez Valles           | 2018-2021 |         |
| Andrés Ramos De Anda            | 2021-2024 |         |